# Argentina para armar
Argentina para Armar fue un programa televisivo argentino emitido por la señal de cable Todo Noticias los domingos a las 22:00 y repetido los lunes a las 1:00.
Fue conducido por María Laura Santillán desde mayo de 2007, cuando fue creado, hasta el final de su emisión en 2015.

## Premios

### Premios Fund TV
| Producción | Categoría                     | Receptor                      | Resultado |
| ---------- | ----------------------------- | ----------------------------- | --------- |
| 2011       | Premio extraordinario del año | Premio extraordinario del año | Ganador   |